# Cory Larose
Cory Larose, född 14 maj 1975 i Campbellton, New Brunswick, är en kanadensisk före detta professionell ishockeyspelare (center).
Säsongen 2007/2008 spelade han för Luleå HF i svenska Elitserien, och gjorde 10 mål och 18 assist på 47 matcher.